# غوارينو غواريني

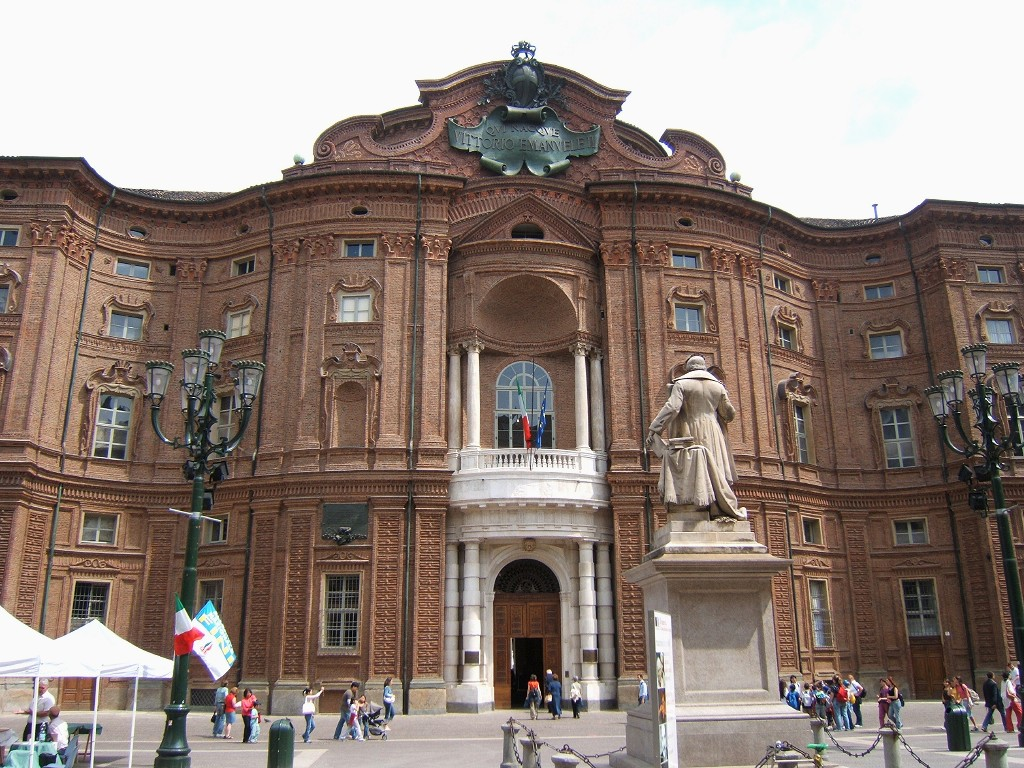
متحف العودة الإيطالي (ويعرف أيضا باسم قصر كارينيانو) - Museo del Risorgimento Italiano (aka Palazzo Carignano)

غوارينو غواريني (مودينا، 17 يناير 1624 - ميلانو، 1683) مهندس معماري إيطالي، فيلسوف وعالم رياضيات.
كتب سلسلة من الكتب في الرياضيات باللغة الإيطالية واللاتينية، بما فيها اوكليدس اوداكتوس (Euclides adauctus) على علم الهندسة الوصفية. في 1665 نشر مواضيع فلسفة بالرياضيات يدافع فيها عن نظرية الأرض كمركز للكون ضد نظريات كوبرنيكوس وغاليليو.
صمم عددا كبيرا من المباني العامة والخاصة في تورينو بما فيها قصور الدوقا سافويا، الكنيسة الملكية سان لورنزو (1666-1680).

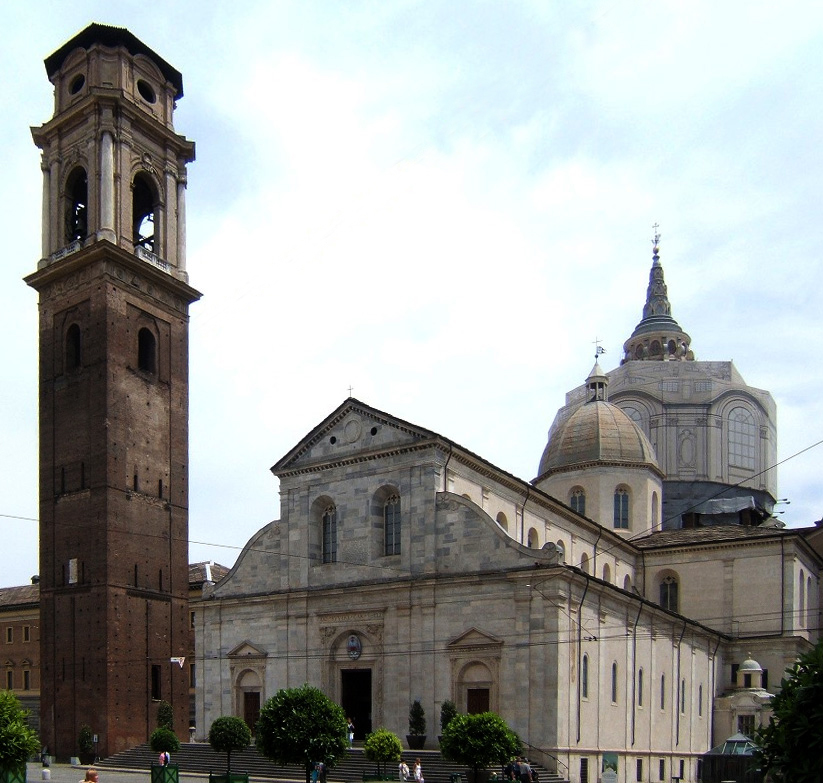
كنيسة الكفن المقدس -Cappella della Sacra Sindone

كان يتبع الأسلوب الباروك البيومونتيزي (Piedmontese)، وكان ناشطا ليس فقط في تورينو ولكن أيضا في مواقع أوروبية أخرى بما فيها صقلية وفرنسا والبرتغال.

## أعماله
- في 1647 عاد إلى مودينا. عين مدرسا للفلسفة، كما بدأ عمل متواضع كمهندس في كنيسة سانت فنسنت.
- كان نشطا في ميسينا حيث حقق واجهة كنيسة سانتيسما انونتسياتا (Santissima Annunziata)، الذي دمرت خلال زلزال 1908، وصمم كنيسة تياتيني (Teatini) الذي ظل مشروع على الورق.
- في 1660 عاد إلى مودينا وبعد زيارة قصيرة غادر ليزور فرنسا وإسبانيا وأوروبا الوسطى، حيث عمل سانتانا ورويال في باريس الذي هدم وسانتا ماريا ديلا ميزيكورديا للشبونة (Santa Maria della Divina Misericordia di Lisbona) هدمت بسبب زلزال، وسانتا ماريا دالتوتيينك (Santa Maria da Altötting) في براغا. ثم انتقل إلى تورينو، حيث كان يعمل لمجلس النواب سافوي.
- بين 1667 و1690 أنشأ كنيسة الكفن المقدس
- بين 1668 و1687 أنشأ كنيسة سان لورنزو.
- في 1679 أنشأ قصر كارينيانو (Carignano).
- أنشأ في 1662 سينت ان لرويال في باريس، 1679 سانتا ماريا دي ايتينكي في براغ وسانت ماري للعناية الالهية في لشبونة، هدمت هذة الكنائس الثلاثة.

## روابط خارجية
- غوارينو غواريني على موقع الموسوعة البريطانية (الإنجليزية)